# Mohammed Seddik Benyahia
Mohammed Seddik Benyahia o Ben Yahia (30 de enero de 1932 - 3 de mayo de 1982) fue un político argelino y un militante nacionalista durante la guerra en Argelia .  Después de la independencia fue Ministro de la Información (1967-1971), Educación Superior (1971-1977), Finanzas (1977-1979), y de Asuntos Exteriores (1979 - 1982).

## Primeros años
Nació el 30 de enero de 1932 en Jijel .  Durante la guerra de Argelia, participó activamente en la lucha por la independencia de su país.  Fue secretario general de la presidencia del gobierno provisional de la República de Argelia ( GPRA ) y miembro de la delegación argelina en negociaciones con el gobierno francés en Evian en 1962. Fue responsable de presidir la reunión de la CNRA en Trípoli (Libia) en 1962.  Después de la independencia de su país, ocupó el cargo de embajador en Moscú y Londres .

## Ministerios que sostuvo
- Ministro de Información de 1967 a 1971, cuando organizó el primer Festival Panafricano en 1968.
- Ministro de Educación Superior e Investigación Científica de 1971 a 1977.
- Ministro de Hacienda de 1977 a 1979.
- Ministro de Asuntos Exteriores desde 1979 hasta su muerte.

## Muerte
En 1981, sufrió un grave accidente aéreo en Mali que le causó lesiones graves y lo obligó a descansar durante varios meses. Estuvo acompañado por su colaborador Abdelwahab Abada, Director de Asuntos Africanos del Ministerio de Relaciones Exteriores (MAE), quien también salió del accidente.
Pero, no sobrevivirá a la destrucción de otro avión que ocurrirá menos de un año después. Al liderar una misión de paz entre Irán e Irak y luego en guerra, Mohammed Seddik Benyahia morirá en la frontera entre Irán y Turquía el 3 de mayo de 1982 y con él una delegación del MFA compuesta por 8 cuadros del MFA. El Ministerio de Asuntos Exteriores, un periodista y 4 miembros de la tripulación: su avión, un Grumman Gulfstream II de la presidencia de la República, fue derribado por un misil disparado por un avión iraquí, en la frontera entre Irán y Turquía durante su misión de mediación en la guerra entre Irán y Irak .  Tanto Irán como Irak rechazaron la responsabilidad.

## Otras lecturas
Periódico argelino El Watan , 26 de mayo de 2012 "Hace 30 años, La trágica muerte de Seddik Benyahia y sus compañeros".
- Datos: Q510018
- Multimedia: Mohamed Seddik Benyahia / Q510018